# 霍希特瓦 (博胡斯拉夫區)
49°30′56″N 30°54′30″E / 49.51556°N 30.90833°E

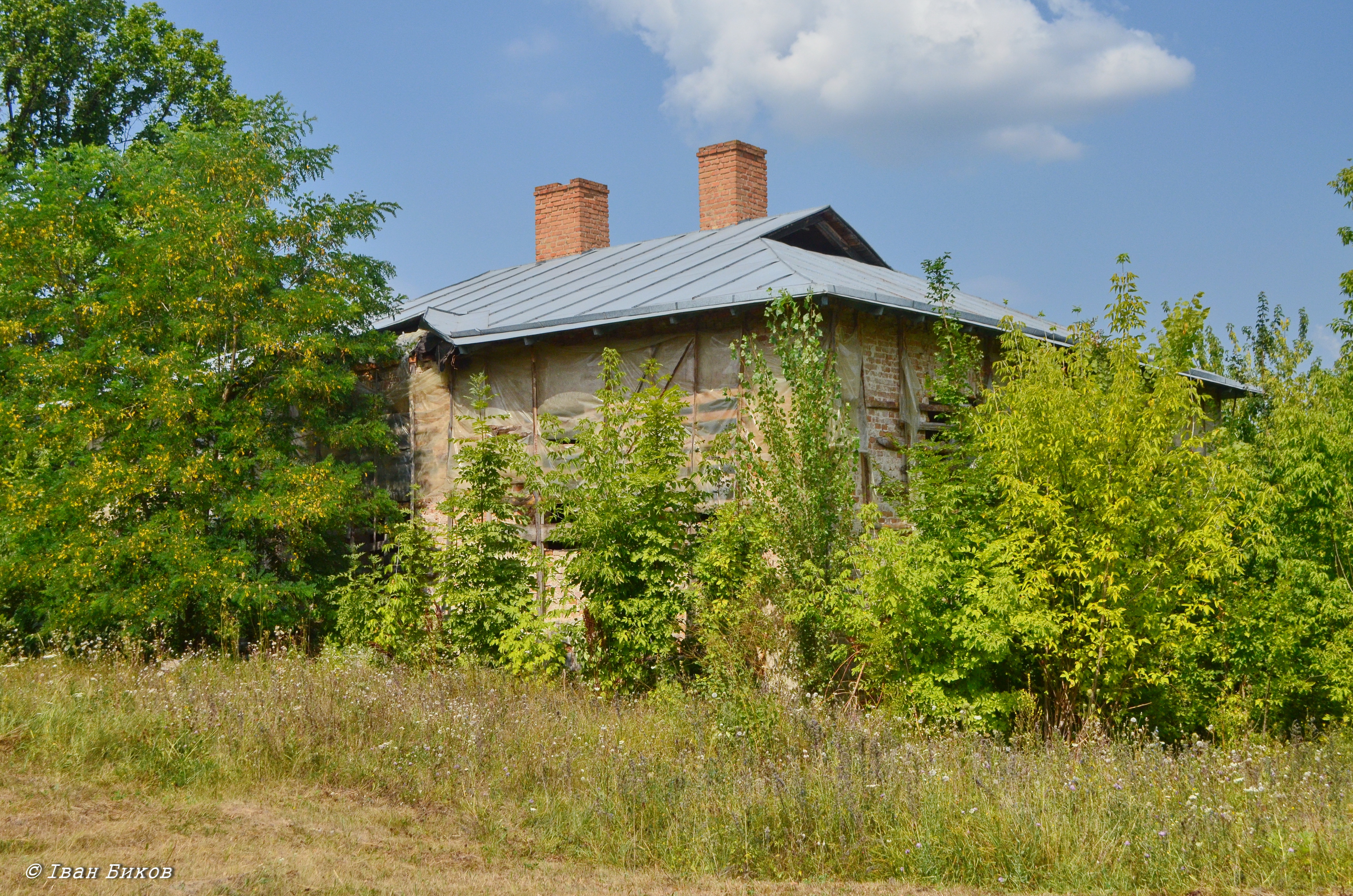

霍希特瓦（烏克蘭語：Хохітва）是位於烏克蘭北部的村莊，由基辅州奧布希夫區的博胡斯拉夫市鎮負責管轄。該村始建於1193年，面積3.6平方公里，海拔高度147米，2001年人口1,193，人口密度每平方公里331.4人。